# Amadou Konaré
Pour les articles homonymes, voir Konaré.
Amadou Konaré est un militaire malien. Il a le grade de lieutenant et est le porte-parole ainsi que le numéro 2 du Comité national pour le redressement de la démocratie et la restauration de l’État, organe à la tête du Mali depuis le 22 mars 2012 dont le président est Amadou Sanogo.

## Biographie
Il est un des meneurs du coup d'État du 21 mars 2012 au Mali. Il s'oppose à l'abandon du pouvoir par le CNRDRE.
Il devient capitaine en 2013. Après une nouvelle mutinerie le 30 septembre 2013 contre le président récemment élu Ibrahim Boubacar Keïta (qui vient de nommer Sanogo général de brigade), il se rend aux gendarmes en octobre. Il est écroué le 14 février 2014 pour le meurtre de plusieurs soldats loyalistes du 33e RCP après le coup d'état.